# Сакалас, Алоизас

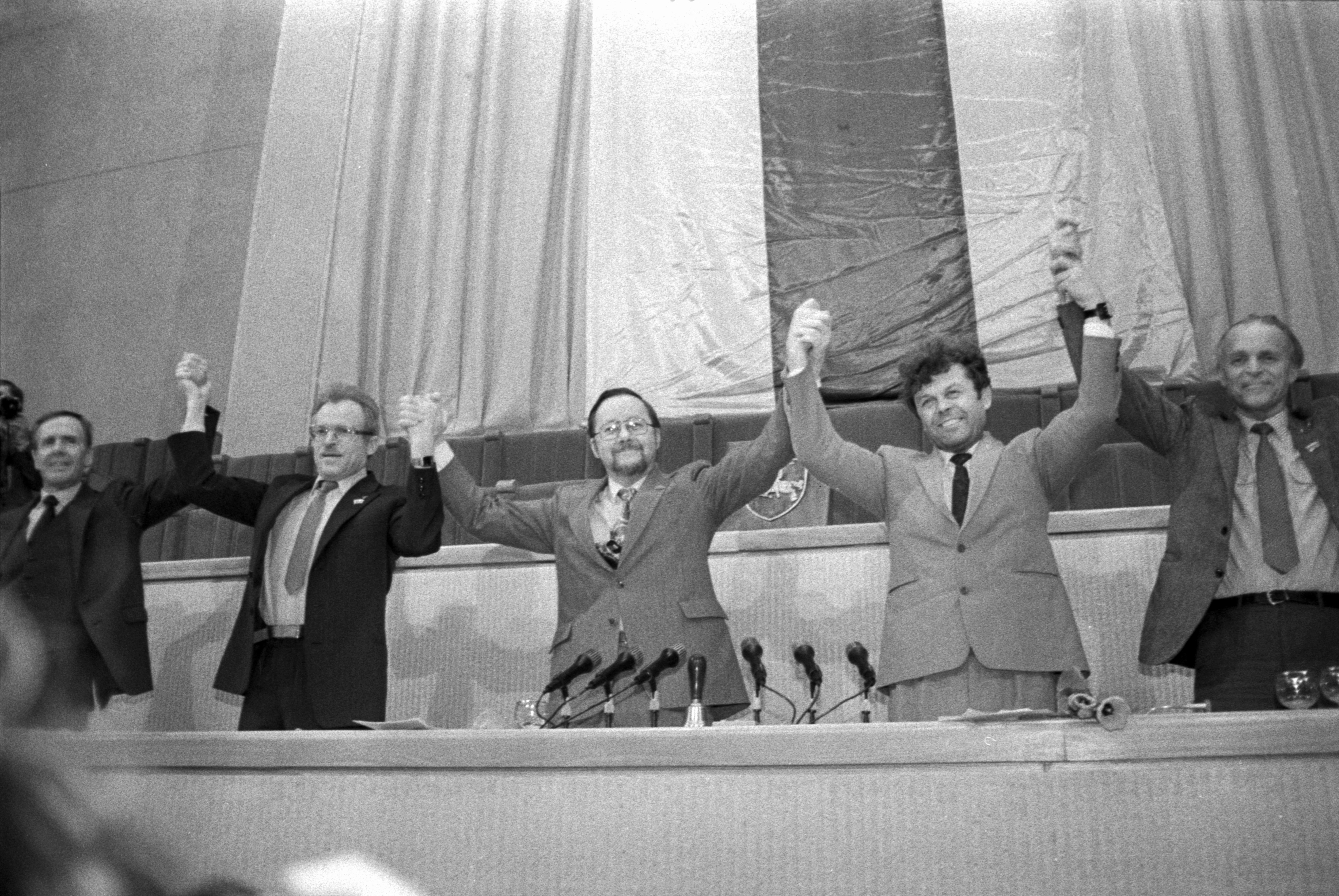
Лидеры Верховного Совета Литвы, Сакалас - крайний справа

Алоизас Сакалас (лит. Aloyzas Sakalas; 06.07.1931, Юсишкис, Укмергский уезд — 18.07.2022, Вильнюс) — литовский физик и политический деятель, член Совета Саюдиса, депутат Сейма и Европарламента.

## Биография
Учился в 35-й начальной школе в Каунасе (1938—1943), в мужской гимназии «Аушрос» (1943—1945) и Каунасской Комсомольской средней школе (1945—1949). В выпускном классе арестован за «антисовесткую деятельность» (за чтение запрещённых книг) и 5 лет провёл в колонии. Окончил школу с золотой медалью (1955) и с отличием — Каунасский политехнический институт (1960).
В 1957—1960 гг. работал лаборантом в Каунасском медицинском институте.
В 1960-1963 гг. - инженер, младший научный сотрудник Вильнюсского НИИ электрографии.
С 1963 г.  в Вильнюсском университете: инженер, заведующий Проблемной лабораторией физики полупроводников, старший преподаватель, доцент, заведующий кафедрой физики полупроводников.
В 1969 году защитил кандидатскую диссертацию:
- Эффект Холла в Cd Se при неравновесных условиях : диссертация … кандидата физико-математических наук : 01.00.00. — Вильнюс, 1969. — 137 с. : ил.

В 1976 году защитил докторскую диссертацию:
- Электрические и фотоэлектрические свойства электронного и дырочного селенида кадмия : диссертация … доктора физико-математических наук : 01.04.10. — Вильнюс, 1975. — 281 с. : ил.

В 1978 году присвоено звание профессора.
Автор (соавтор) около 250 научных работ по физике полупроводников, 16 изобретений и двух открытий.
С 1988 г. член Саюдиса (Литовского движения за перестройку). В феврале 1990 года избран в Верховный Совет Литовской ССР, а затем и в его Президиум. В 1991—1998 гг. председатель Социал-демократической партии Литвы.
Член Сейма с 1992 по 2004 год (председатель комитета права и правопорядка) и депутат Европарламента с 2004 по 2009 год. В 1992—1996 вице-председатель Сейма.
Награжден медалью незавасимости Литвы (2000), и Командорским крестом ордена Великого князя Литовского Гедиминаса (2004).
Лауреат Государственной премии Литовской ССР в области науки и техники (1981).
Сочинения:
- Точечные дефекты в полупроводниковых соединениях / А. Сакалас, З. Янушкявичюс. — Вильнюс : Мокслас, 1988. — 153,[1] с. : ил.; 22 см; ISBN 5-420-00046-6.

## Семья
Первая жена — Бронислава, врач. От неё дочь Эгле Сакалайте (1957 г.р.) — врач. Вторая жена музыкант Рита Кучинскайте-Сакалене (1932—2014). Дети-близнецы 1959 г.р. Рута Сакалайте — филолог, Паулюс Сакалас — физик. В 2014 году женился в третий раз — на 46-летней журналистке Дайве Норкене.